# Regina Arrieta
Regina Arrieta originaria del País Vasco, fue  miembro del Partido Comunista español, y del Socorro Rojo Internacional que participó en la resistencia francesa tras la Guerra Civil Española.
La única información escrita disponible sobre Regina Arrieta está en el libro de Neus Catalá De la Resistencia y la deportación, donde recoge su testimonio.

## Biografía
Regina Arrieta nació en el País Vasco y pasó parte de su vida en San Salvador del Valle, y en Bilbao durante la Guerra Civil Española. Allí en su juventud se afilió a las Juventudes Comunistas y fue miembro del Socorro Rojo Internacional. Más tarde ingresó en el Partido Comunista de España. 
Cuando Bilbao cayó escapó hacia Santander tratando de llegar a Francia. Con ayuda de amigos franceses y otros españoles llega a Chamont, donde trabaja para la ayuda a España donde la guerra continuaba.
El final de la guerra en España supuso el exilio para una gran cantidad de personas que habían apoyado la causa republicana. Este éxodo supuso para muchos la muerte, para otros la prisión (Campos de Internamiento de Refugiados) y para algunos el iniciar una vida de lucha continua contra el nuevo enemigo, la invasión nazi de Francia y el estallido de la Segunda Guerra Mundial.  Además se procedió al cierre de los Campos de Internamiento de Refugiados, lo cual obligó a  muchas mujeres  a elegir entre regresar a España, donde se esperaba una brutal represión, iniciar una nueva  emigración a terceros países (lo que no siempre era posible por la reticencia de estos a acogerlas)  o iniciar en Francia una vida en la clandestinidad.
Regina opta por marchar a París, donde se estableció en la "Caserne des Tourelles", boulevar Mortier, e inició su etapa de enlace, transportando correos, municiones, armas o mensajes, además daba cobijo a perseguidos por la Gestapo y la Milicia francesa, y también ayudaba a la confección y  distribución de prensa clandestina.

### La Resistencia Francesa
Desde principios de 1941, un grupo de comunistas españoles estaban ya organizados. Desde el "refugio" se estableció  el contacto entre el Partido y la Resistencia, con los camaradas españoles de París. Regina Arrieta fue nombrada agente de enlace y conectada en Yssy-les Moulineaux, con un camarada llamado Caro, cuya mujer era costurera y con esa excusa, en la cesta de la ropa escondía octavillas y partes que entraban y salían del "refugio".
En estos momentos Regina ya contaba con un hijo y pese al peligro de las acciones que realizaba, esta forma de vida era la única que le permitía seguir adelante.
Cuando la presión policial aumentó, tuvo que huir con su hijo, a principios de 1942, cerca de su anterior residencia. Como consecuencia de uno de sus trabajos de enlace acaba en Nantes, en casa de una familia española de la resistencia. Durante su estancia en  esta casa cae enferma y tras un tiempo, en el invierno del 1943, el llamado "invierno de Stalingrado", sus camaradas, para su seguridad, deciden trasladarla. Es así como vuelve a encontrarse con su hermana Ester en el departamento de la Dordogne, la cual era a su vez punto de apoyo de la resistencia. Tenerlas a las dos hermanas juntas era peligroso y es entonces cuando a Regina le proponen ir al "maquis".  Pese a la dureza de la decisión (tenía que dejar a su hijo con su hermana), decidió aceptar entrar a formar parte del maquis.
Regina Arrieta llegó a  ocupar un puesto importante en la MOI (Mano de Obra Inmigrada) en Toulouse.